# Première guerre ottomano-sorane
La Première guerre ottomano-sorane a eu lieu en 1833, après que Mir Mohammed de Rawanduz eut conquis les émirats kurdes voisins. Il déclara alors son indépendance et infligea une défaite aux Ottomans en interceptant toutes les offensives ottomanes entre 1833 et 1835.

## Origines du conflit
Le centre de gravité des soulèvements kurdes au XIXe siècle restait concentré dans le massif montagneux du Kurdistan méridional. Après le déclin de l’émirat des Baban, c’est Mir Mohammed, souverain de la principauté de Soran, située entre le Grand Zab et la frontière iranienne, qui entreprit de créer un État kurde indépendant. Descendant de Saladin, il ambitionnait de réunifier les terres kurdes et de faire reconnaître l’indépendance du Kurdistan sous l’égide de sa propre dynastie.
Le contexte géopolitique était favorable : l’Empire ottoman sortait affaibli de sa guerre contre la Russie, tandis que ses troupes étaient mobilisées face aux forces de Méhémet Ali, vice-roi d’Égypte, en rébellion contre le pouvoir central.
S’inspirant du modèle égyptien, Mir Mohammed lança un vaste programme de modernisation à Rawanduz, sa capitale. Il y fit établir des manufactures d’armement destinées à produire fusils, munitions et canons. Plus de deux cents pièces d’artillerie furent fabriquées localement, dont certains exemplaires sont encore conservés à Rawandouz et au musée de Bagdad. En parallèle, il constitua une armée régulière bien entraînée, composée d’environ 10 000 cavaliers et 20 000 fantassins.
À la fin du mois de mai 1833, ses troupes avaient établi leur autorité sur une grande partie du Kurdistan méridional — incluant les régions de Soran, Bahdinan et Mossoul et obtient une alliance avec les Émirs de la principauté de Bohtan,,.
Mir Mohammed continua alors son Expansion en prenant la province de Diyarbakir

## La guerre contre l’Empire ottoman
L’expansion militaire et politique de Mir Mohammed attira rapidement l’attention de la Sublime Porte. En réaction, le sultan Mahmud II ordonna une campagne militaire destinée à écraser le mouvement kurde. Les troupes impériales basées à Sivas, dirigées par Mehmed Rechid Pacha, furent mobilisées, appuyées par les forces des walis (gouverneurs) de Mossoul et de Bagdad.
La guerre ottomano-sorane éclata durant l’été 1834. Selon le témoignage du capitaine Helmuth von Moltke, alors conseiller militaire auprès des Ottomans, les combats furent particulièrement intenses. Il rapporta que les Kurdes opposèrent une résistance héroïque, obligeant les soldats ottomans à se battre pendant trente à quarante jours pour s’emparer du moindre monticule ou colline. L’armée régulière kurde, soutenue par des unités de guérilla, infligea de lourdes pertes à l’ennemi.
Épuisées et démoralisées, les troupes ottomanes furent battues, laissant à Mir Mohammed le contrôle effectif du territoire.

## Les conquêtes
Le Mir de Rawanduz prit le contrôle de nombreux émirats kurdes voisins et avança dans la région de Diyarbakır. Il vainquit à plusieurs reprises les forces de l’Empire ottoman.